# خليج المكسيك

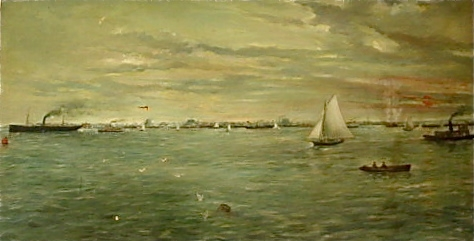
لوحة لميناء غلوسطن رسمها فيرنر مور وايت

خَلِيجُ المِكْسِيك (بالإسبانية: Golfo de México) هو بحر هامشي للمحيط الأطلسي وهو مسطح مائي كبير تحيط به قارة أمريكا الشمالية من أغلب الجهات. يحده في الشمال الشرقي والشمال والشمال الغربي ساحل الخليج الأمريكي (تحديدا ولايات فلوريدا وألبامة وميسيسيبي ولويزيانا وتكساس)، وفي الجنوب الغربي والجنوب الولايات المكسيكية: تاماوليباس، فيراكروز، تاباسكو، كامبيتشي، يوكاتان، وكينتانا رو، وفي الجنوب الشرقي كوبا.
ويعد تيار الخليج أحد تيارات الأطلسي الدافئة وأقواها ينشأ من خليج المكسيك. يعد الخليج مقصدا رئيسيا لأعاصير المحيط الأطلسي العنيفة التي من أبرزها إعصار كاترينا. ويصب نهر المِسِسِبِّي أحد الأنهار الرئيسية قي قارة أمريكا الشمالية قي هذا الخليج.
تشكل خليج المكسيك منذ حوالي 300 مليون سنة نتيجة للصفائح التكتونية. حوض خليج المكسيك بيضاوي الشكل تقريبًا ويبلغ عرضه حوالي 810 ميل بحري (1,500 كـم؛ 930 ميل) ومغطى بالصخور الرسوبية والرواسب الحديثة.وهو متصل بجزء من المحيط الأطلسي عبر مضيق فلوريدا بين الولايات المتحدة وكوبا، ومع البحر الكاريبي عبر قناة يوكاتان بين المكسيك وكوبا.من خلال الاتصال الضيق بالمحيط الأطلسي، يحظى الخليج بنطاقات مد وجزر صغيرًا جدًا. تقدر مساحة حوض الخليج الكاملة بحوالي 1,6 مليون كم2. ما يقرب من نصف الحوض عبارة عن مياه ضحلة من الجرف القاري. حجم الحوض تقريبًا حوالي 2.4×106 كيلومتر مكعب (5.8×105 ميل مكعب). يعد خليج المكسيك أحد أهم مناطق إنتاج النفط البحري في العالم، حيث يضم سدس إجمالي إنتاج الولايات المتحدة.

## الاسم
سمي الخليج باسم مَاشِئْكَة (Mēxihcah) من شعوب الأَسْتِيك، وقد أُبدلت الشين في الإنكليزية كافا وسينا، وعنها أي الإنكليزية أُخذ لفظ «مكسيك» المعروف. واسم «خليج المكسيك» هو المعتمد لدى المنظمة الدولية لوصف المياه التي ترمي فيما ترمي إليه إلى توحيد أسماء الجغرافيا البحرية لأجل تسهيل المعاملات البحرية بين أمم العالم، والدول الثلاثة المطلة على خليج المكسيك داخلة في هذه المنظمة.
وفي 20 يناير 2025 أَنفذ رئيس الولايات المتحدة الأمريكية دونلد ترمب أمرًا (14172) باعتماد اسم «خَلِيجِ أَمْرِيكَا» بدل «خليج المكسيك» على أن هذا الاسم لا يُلزَم به إلا في ما هو صادر عن الحكومة المركزية. وفي عشر خلون من فبراير استبدل الاسم في خرائط غوغل.

## الجيولوجيا

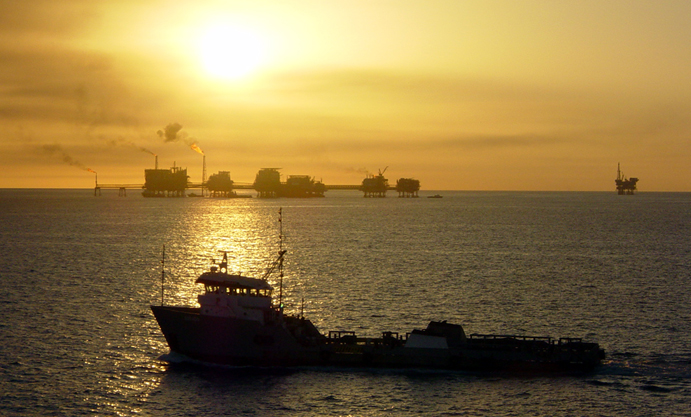
السفن وحفارات البترول في الخليج

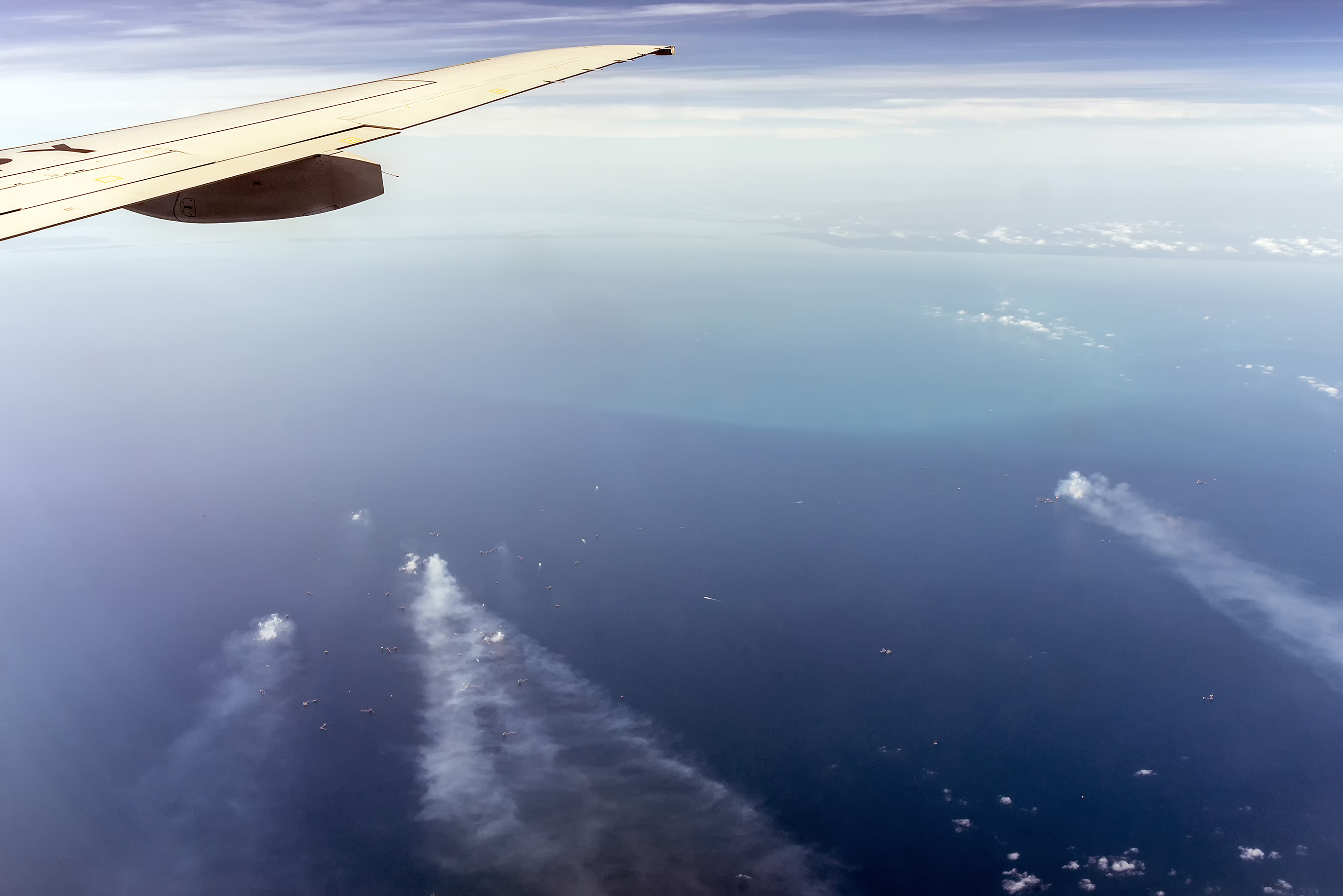
حقل كانتاريل

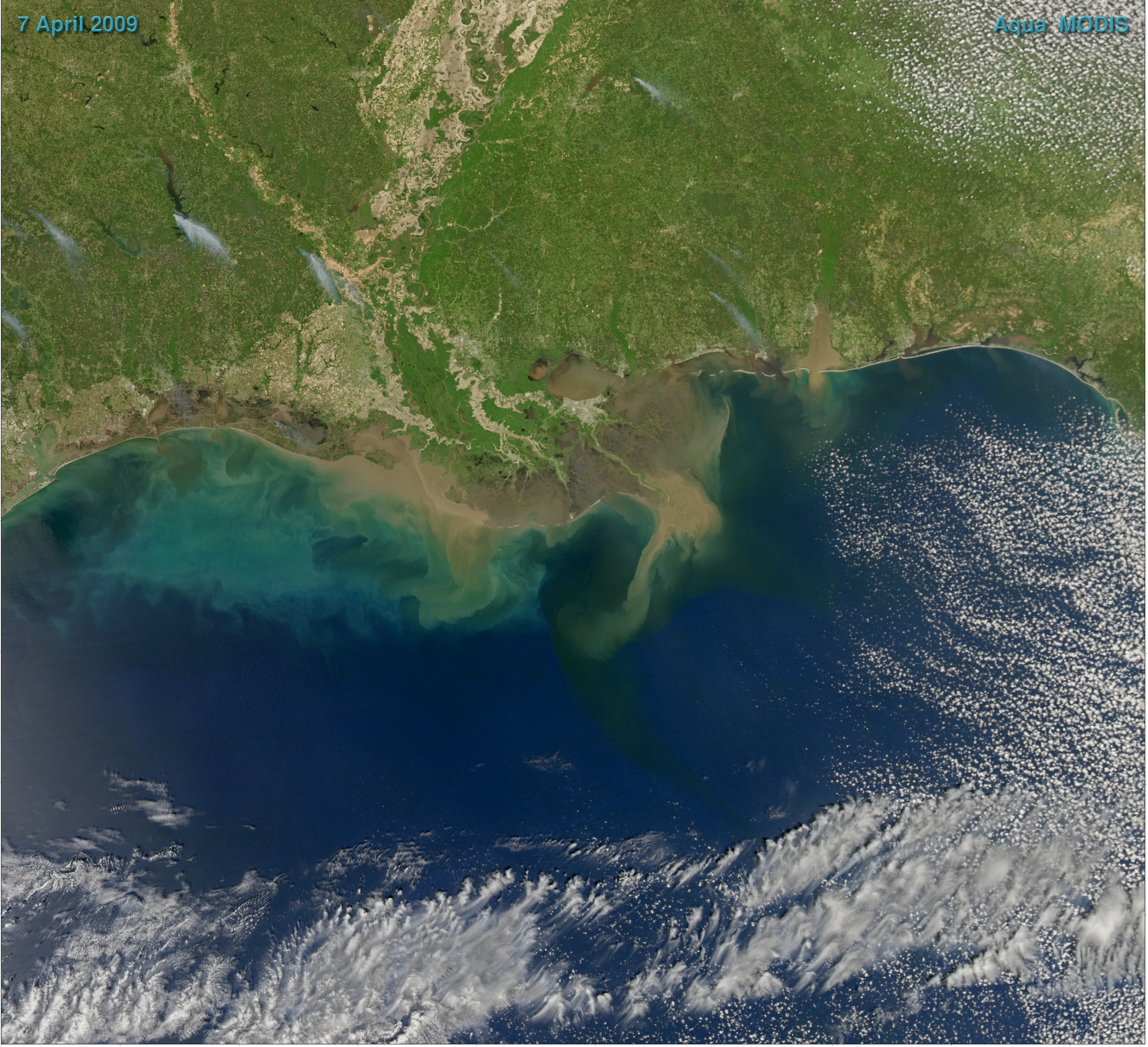
راسب في خليج المكسيك

الإجماع بين الجيولوجيين الذين درسوا جيولوجيا خليج المكسيك هو أنه قبل أواخر العصر الترياسي، لم يكن خليج المكسيك موجودًا. قبل أواخر العصر الترياسي، كانت المنطقة التي يشغلها الآن خليج المكسيك تتكون من أرض جافة، والتي تضمنت القشرة القارية التي تقع الآن تحت يوكاتان، في وسط القارة العملاقة الكبيرة بانجيا. تقع هذه الأرض جنوب سلسلة جبال مستمرة تمتد من شمال وسط المكسيك، عبر (Marathon Uplift) في غرب تكساس وجبال أوشتا في أوكلاهوما، وإلى ألاباما حيث ترتبط مباشرة بجبال الأبالاش. تم إنشاؤه عن طريق اصطدام الصفائح القارية التي شكلت بانجيا. وفقًا لتفسير روي فان أرسديل (Roy Van Arsdale) وراندل تي كوكس (Randel T. Cox)، تم اختراق هذه السلسلة الجبلية في أواخر العصر الطباشيري من خلال تشكيل حوض المسسبي.
يتفق الجيولوجيون وعلماء الأرض الآخرون بشكل عام على أن حوض خليج المكسيك الحالي نشأ في أواخر العصر الترياسي كنتيجة للتصدع داخل بانجيا. كان الصدع مرتبطًا بمناطق الضعف داخل بانجيا، بما في ذلك الغرز حيث تصادمت صفيحة لورنشيا وصفيحة أمريكا الجنوبية والصفيحة الأفريقية لتكوينها. أولاً، كانت هناك مرحلة صدع متأخرة من العصر الترياسي - أوائل العصر الجوراسي، حيث تشكلت خلالها الوديان المتصدعة وامتلأت بطبقات قارية حمراء. ثانيًا، مع تقدم الصدع خلال العصر الجوراسي المبكر والوسطى، تمدد القشرة القارية وتقلصها. خلق هذا التخفيف منطقة واسعة من القشرة الانتقالية، والتي تظهر رقة متواضعة وغير متساوية مع صدع كتلة، ومنطقة واسعة من القشرة الانتقالية الرقيقة بشكل موحد، وهي نصف السماكة النموذجية التي يبلغ سمكها40-كيلومتر (25 mi) من القشرة القارية العادية. في هذا الوقت، أدى التصدع لأول مرة إلى إنشاء اتصال بالمحيط الهادئ عبر وسط المكسيك ثم شرقاً إلى المحيط الأطلسي. أدى هذا إلى إغراق الحوض الافتتاحي ليخلق خليج المكسيك كبحر هامشي مغلق. في حين كان خليج المكسيك حوضًا مقيدًا، غطت القشرة الانتقالية الهائلة بترسيب واسع النطاق لملح لوان (Louann salt) وما يرتبط به من متبخرات الأنهيدريت. خلال أواخر العصر الجوراسي، أدى التصدع المستمر إلى اتساع خليج المكسيك وتطور إلى درجة تمدد قاع البحر وتشكيل القشرة المحيطية. في هذه المرحلة، تم التأكد من وجود دورة كافية مع المحيط الأطلسي بحيث توقف ترسب ملح لوان. توقف تمدد قاع البحر في نهاية العصر الجوراسي، منذ حوالي 145-150 مليون سنة.
خلال أواخر العصر الجوراسي حتى أوائل العصر الطباشيري، شهد الحوض الذي يشغله الآن خليج المكسيك فترة من التبريد وهبوط القشرة التي تحته. كان الهبوط نتيجة لمجموعة من تمدد القشرة الأرضية والتبريد والتحميل. في البداية، تسبب الجمع بين تمدد القشرة الأرضية والتبريد في حدوث هبوط تكتوني للقشرة الانتقالية الرقيقة المركزية والقشرة المحيطية بحوالي 5–7 كـم (3.1–4.3 ميل). ولأن الهبوط حدث بشكل أسرع من قدرة الرواسب على ملئه، فقد توسع خليج المكسيك وتعمق.
في وقت لاحق، أدى تحميل القشرة داخل خليج المكسيك والسهل الساحلي المجاور عن طريق تراكم كيلومترات من الرواسب خلال بقية حقبة الحياة الوسطى وكل من حقبة الحياة الحديثة إلى مزيد من الضغط على القشرة الأساسية إلى موقعها الحالي على بعد حوالي 10–20 كـم (6.2–12.4 ميل) تحت مستوى سطح البحر. خلال حقبة الحياة الحديثة على وجه الخصوص، أقامت الأوتاد الخشنة السميكة الجرف القاري على طول الهوامش الشمالية الغربية والشمالية لخليج المكسيك.
إلى الشرق، لم تكن منصة فلوريدا المستقرة مغطاة بالبحر حتى العصر الجوراسي الأخير أو بداية العصر الطباشيري. كانت منصة يوكاتان في طور الظهور حتى منتصف العصر الطباشيري. بعد غمر كلتا المنصتين، تميز تكوين صخر الكربونات والمتبخرات بالتاريخ الجيولوجي لهاتين المنطقتين المستقرتين. تم شد معظم الحوض خلال العصر الطباشيري المبكر بواسطة منصات كربونات، وكان جانبه الغربي متورطًا خلال أحدث فترات العصر الطباشيري وأوائل العصر الباليوجيني في حلقة تشوه انضغاطي، تشكلت جبال لاراميد (Laramide). التي أوجدت منطقة (سييرا مادري الشرقية) في شرق المكسيك.
في عام 2002 نشر العالم الجيولوجي مايكل ستانتون مقالًا تأمليًا يشير إلى أصل التأثير لخليج المكسيك في ختام العصر البرمي، والذي قد يكون سبب الانقراض البرمي-الثلاثي. ومع ذلك، لا يعتبر علماء جيولوجيا ساحل الخليج لهذه الفرضية أي مصداقية. وبدلاً من ذلك، فإنهم يقبلون بأغلبية ساحقة حركة الصفائح التكتونية، وليس اصطدام الكويكب، لأنها خلقت خليج المكسيك كما هو موضح في الأوراق البحثية التي كتبها كيفن ميكوس وآخرين. لا ينبغي الخلط بين هذه الفرضية وفوهة تشيكشولوب، وهي فوهة بركان كبيرة على ساحل خليج المكسيك في شبه جزيرة يوكاتان. على نحو متزايد، يعتبر خليج المكسيك حوضًا خلفيًا خلف قوس نازاس الجوراسي في المكسيك.
في عام 2014، اكتشف إريك كوردس (Erik Cordes) من جامعة تمبل وآخرون بركة ماء ملحي على عمق 3,300 قدم (1,000 م) تحت سطح الخليج، بمحيط 100 قدم (30 م) وعمق 12 قدم (3.7 م)، أي ما بين أربع إلى خمس مرات. أكثر ملوحة من بقية الماء. كان أول استكشاف للموقع بدون طيار، باستخدام Hercules وفي عام 2015 استخدم فريق من ثلاثة أشخاص مركبة الغمر العميق DSV Alvin. لا يمكن للموقع تحمل أي نوع من الحياة بخلاف البكتيريا وبلح البحر ذي العلاقة التكافلية والديدان الأنبوبية وأنواع معينة من الروبيان. وقد أطلق عليه اسم جاكوزي اليأس. نظرًا لأنه أكثر دفئًا من المياه المحيطة (65 °ف أو 18 °م مقارنة بـ39 °ف أو 4 °م)، تنجذب الحيوانات إليه، ولكن لا يمكنها البقاء على قيد الحياة بمجرد دخولها.
اليوم، يوجد في خليج المكسيك سبع مناطق رئيسية:
- حوض خليج المكسيك، الذي يحتوي على حوض (Sigsbee Deep) ويمكن تقسيمه أيضًا بناء على الارتفاع القاري،1- (plain Sigsbee Abyssal)، و 2- (Mississippi Cone).
- شمال شرق خليج المكسيك، والذي يمتد من نقطة شرق دلتا نهر المسسبي بالقرب من بيلوكسي إلى الجانب الشرقي من خليج أبالاتشي.
- الجرف القاري في جنوب فلوريدا والمنحدر الذي يمتد على طول الساحل من خليج أبالاتشي إلى مضيق فلوريدا ويشمل فلوريدا كيز وتورتوجاس الجافة
- ضفة كامبيتشي، التي تمتد من مضيق يوكاتان في الشرق إلى حوض تاباسكو-كامبيتشي في الغرب وتشمل سكوربيون ريف (Scorpion Reef).
- خليج كامبيشي، وهو عبارة عن جسر برزخي يمتد من الحافة الغربية لضفة كامبيتشي إلى المناطق البحرية شرق ميناء فيراكروز.
- خليج المكسيك الغربي، الذي يقع بين فيراكروز جنوبا وريو غراندي شمالا.
- شمال غرب خليج المكسيك، والذي يمتد من ألاباما إلى ريو غراندي.

## التاريخ

### قبل كولومبوس
في وقت مبكر من حضارة المايا، تم استخدام خليج المكسيك كطريق تجاري قبالة ساحل شبه جزيرة يوكاتان وفيراكروز الحالية.

### الاستكشاف الأوروبي

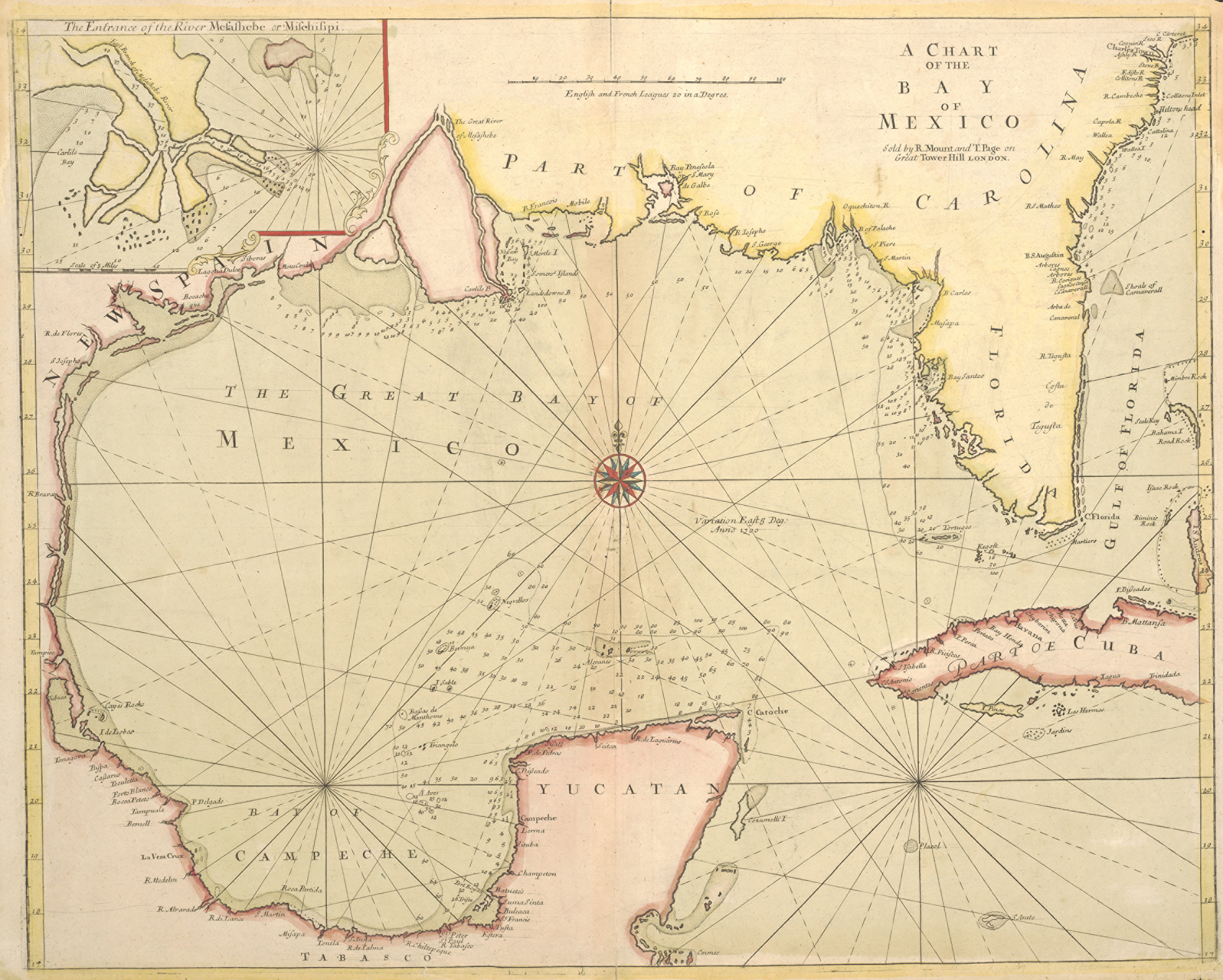
خريطة ريتشارد ماونت وتوماس بيج لخليج المكسيك عام 1700، "خريطة لخليج المكسيك"

على الرغم من أن كريستوفر كولومبوس كان له الفضل في اكتشاف الأوروبيين للأمريكتين لم تصل السفن في رحلاته الأربع إلى خليج المكسيك. بدلاً من ذلك، أبحر كولومبوس إلى منطقة البحر الكاريبي حول كوبا وهيسبانيولا. كان أول استكشاف أوروبي لخليج المكسيك بواسطة أمريكو فسبوتشي في عام 1497. هو تَبِعَ الكتلة البرية الساحلية أمريكا الوسطى قبل أن يعود إلى المحيط الأطلسي عبر مضيق فلوريدا بين فلوريدا وكوبا. وصف فسبوتشي في رسائله هذه الرحلة، وبمجرد أن عاد خوان دي لا كوسا إلى إسبانيا، أُنْتِجَتْ خريطة العالم الشهيرة، التي تصور كوبا كجزيرة.
في عام 1506، شارك هيرنان كورتيس في غزو هيسبانيولا وكوبا، والحصول على ملكية كبيرة من الأرض والهنود عبيدًا مكافأةً على جهوده. في عام 1510، رافق دييغو فيلازكيز دي كيولار، أحد مساعدي حاكم هيسبانيولا، في حملته الاستكشافية لغزو كوبا. في عام 1518 وضعه فيلازكيز في قيادة رحلة استكشافية لاستكشاف وتأمين المناطق الداخلية من المكسيك للاستعمار.
في عام 1517، اكتشف فرانسيسكو هرنانديز دي كوردوبا شبه جزيرة يوكاتان. كان هذا أول لقاء للأوروبيين مع حضارات متقدمة في الأمريكتين، مع مبانٍ متينة الهيكل وتنظيم اجتماعي معقد أدركوا أنه يمكن مقارنته بتلك الموجودة في العالم القديم؛ كان لديهم أيضًا سبب لتوقع أن هذه الأرض الجديدة ستحوي ذهباً. كل هذا شجع على حملتين أخريين، الأولى عام 1518 تحت قيادة خوان دي جريخالبا، والثانية عام 1519 تحت قيادة هيرنان كورتيس، مما أدى إلى الاستكشاف والغزو العسكري، وفي النهاية الاستيطان والاستعمار المعروف باسم احتلال المكسيك. لم يعش هيرنانديز ليرى استمرار عمله: فقد توفي عام 1517، عام رحلته، نتيجة الإصابات والعطش الشديد الذي عانى منه أثناء الرحلة، وخاب أمله في معرفة أن دييغو فيلازكيز دي كيولار قد أعطى الأسبقية لجريخالبا كقائد للبعثة القادمة إلى يوكاتان.
في عام 1523، أبحر أنجل دي فيلافيني نحو مكسيكو سيتي لكنه غرق في طريقه على طول ساحل جزيرة بادري، تكساس، في عام 1554. عندما وصلت أخبار الكارثة إلى مكسيكو سيتي، طلب نائب الملك أسطول إنقاذ وأرسل على الفور فيلافيني يسير برا للعثور على السفن المحملة بالكنوز، سافر فيلافيني إلى بانوكو واستأجر سفينة لنقله إلى الموقع، الذي تم زيارته بالفعل من هذه الجماعة. هو وصل في الوقت المناسب لاستقبال جارسيا دي إسكالانتي ألفارادو (ابن شقيق بيدرو دي ألفارادو)، قائد عملية الإنقاذ، عندما وصل ألفارادو عن طريق البحر في 22 يوليو 1554. عمل الفريق حتى 12 سبتمبر لإنقاذ كنز جزيرة بادري. هذه الخسارة، بالاقتران مع كوارث السفن الأخرى حول خليج المكسيك، أدت إلى خطة لإنشاء مستوطنة على ساحل الخليج الشمالي لحماية طرق الشحن وإنقاذ المنبوذين بسرعة أكبر. نتيجة لذلك، تم إرسال بعثة تريستان دي لونا إي أريلانو وهبطت في خليج بينساكولا في 15 أغسطس 1559.
في 11 ديسمبر 1526، منح تشارلز الخامس بانفيلو دي نارفاييث ترخيصًا للمطالبة بما يُعرف الآن بساحل خليج الولايات المتحدة، والمعروفة باسم بعثة نارفاييث. منحه العقد سنة واحدة لتجميع جيش، ومغادرة إسبانيا، وتكون كبيرة بما يكفي لتأسيس بلدتين على الأقل من 100 شخص لكل منهما، وحامية في أي مكان آخر من الحصون على طول الساحل. في 7 أبريل 1528، رصدوا أرضًا شمال ما يعرف الآن خليج تامبا. اتجهوا جنوبًا وسافروا لمدة يومين بحثًا عن مرفأ عظيم عرفه الطيار الرائد ميرويلو. في وقت ما خلال هذين اليومين، فُقدت إحدى السفن الخمس المتبقية على الساحل الوعر، لكن لم يُعرف عنها شيء آخر.
في عام 1697، سيور د إبرفيل أبحر إلى فرنسا واختاره وزير البحرية لقيادة رحلة استكشافية لإعادة اكتشاف مصب نهر المسسبي واستعمار لويزيانا التي أرادها الإنجليز.أبحر أسطول إيبرفيل من بريست في 24 أكتوبر 1698. في 25 يناير 1699، وصلت رحلو إيبرفيل إلى جزيرة سانتا روزا الموجودة أمام بينساكولا التي أسسها الإسبان، أبحر من هناك إلى خليج موبيل واستكشف جزيرة Massacre، أعيدت تسميتها لاحقًا جزيرة داوفين. ألقى المرساة بين جزيرة كات و جزيرة شيب; وفي 13 فبراير 1699، ذهب إلى البر الرئيسي بيلوكسي مع أخيه جان-بابتيست لو موين دي بينفيل. في 1 مايو 1699، أكمل حصنًا على الجانب الشمالي الشرقي من خليج بيلوكسي، قليلا إلى مؤخرة ما هو الآن أوشن سبرينغز. عُرف هذا الحصن باسم حصن موريباس أو بيلوكسي القديم. بعد بضعة أيام، في 4 مايو، أبحر سيور د إبرفيل إلى فرنسا تاركًا شقيقه المراهق، جان بابتيست لو موين، في المرتبة الثانية بعد القائد الفرنسي.

## حطام السفن
غرقت سفينة تسمى ماردي غراس حوالي أوائل القرن التاسع عشر حوالي 35 ميل (56 كـم) قبالة ساحل لويزيانا في 4,000 قدم (1,200 م) من الماء. يُعتقد أنها كانت ملكاً لقرصانًا أو تاجر، ظل حطام السفينة، الذي لا تزال هويته الحقيقية غامضة، منسيًا في قاع البحر حتى تم اكتشافه في عام 2002 من قبل فريق تفتيش حقول النفط يعمل لصالح Okeanos Gas Gathering Company (OGGC) في مايو 2007، تم إطلاق رحلة استكشافية بقيادة جامعة جامعة تكساس إيه آند إم (Texas A&M) وبتمويل من (OGGC) بموجب اتفاقية مع خدمة إدارة المعادن (الآن مكتب إدارة طاقة المحيطات BOEM)، لإجراء أعمق أعمال التنقيب الأثرية العلمية التي تمت محاولتها في ذلك الوقت لدراسة الموقع على قاع البحر واستعادة القطع الأثرية لعرضها في نهاية المطاف في متحف ولاية لويزيانا. كجزء من مشروع التوعية التعليمية (Nautilus Productions) بالشراكة مع (BOEM) وجامعة تكساس إيه آند إم (Texas A&M)، وشبكة فلوريدا العامة للآثار (Florida Public Archaeology Network) و (Veolia Environmental) فيلم وثائقي عالي الدقة مدته ساعة واحدة حول المشروع، ومقاطع فيديو قصيرة للعرض العام وتحديثات الفيديو المقدمة أثناء الرحلة الاستكشافية. كانت لقطات الفيديو من (ROV) جزءًا لا يتجزأ من هذا التوعية واستخدمت على نطاق واسع في الفيلم الوثائقي (Mystery Mardi Gras Shipwreck).
في 30 يوليو 1942، تم نسف الغواصة الألمانية U-166، روبرت إي لي، بقيادة وليام سي هيث. كانت تبحر جنوب شرق مدخل نهر المسسبي عندما دمر الانفجار المخزن رقم 3، وتنفّس من خلال الطابقين B و C وألحق أضرارًا بالمحركات ومقصورة الراديو ومعدات التوجيه. بعد الهجوم، كانت تحت حراسة USS PC-566، بقيادة الملازم القائد هربرت جي كلوديوس، في طريقها إلى نيو أورلينز. بدأ PC-566 بإسقاط رسوم العمق عند ملامسة السونار، مما أدى إلى غرق U-166. تم تسجيل روبرت إي لي الذي أصيب بأضرار بالغة في البداية في الميناء ثم إلى اليمين وغرق أخيرًا في غضون 15 دقيقة من الهجوم. وفقد ضابط واحد وتسعة من أفراد الطاقم و 15 راكبا. الركاب على متن روبرت إي لي كانوا في الأساس من الناجين من هجمات الطوربيد السابقة التي شنتها غواصات يو الألمانية. تم اكتشاف موقع الحطام بدقة خلال المسح البحري C & C الذي حدد موقع U-166.

كانت الغواصة الألمانية U-166 عبارة عن قارب U من النوع IXC تابع لشركة Kriegsmarine الألمانية النازية خلال الحرب العالمية الثانية. تم وضع الغواصة في 6 ديسمبر 1940 في Seebeckwerft (جزء من شركة Deutsche Schiff- und Maschinenbau AG، Deschimag) في Wesermünde (بريمرهافن الحديثة) باعتبارها ساحة رقم 705، تم إطلاقها في 1 نوفمبر 1941 وتم تشغيلها في 23 مارس 1942 تحت قيادة Oberleutnant zur See Hans-Günther Kuhlmann. بعد التدريب مع القارب الرابع من طراز U-boat Flotilla، تم نقل U-166 إلى القارب العاشر U-boat Flotilla للخدمة في الخطوط الأمامية في 1 يونيو 1942. أبحر القارب U في دوريتين حربيتين فقط وأغرق أربع سفن يبلغ مجموعها 7593. سجل طن (GRT). [25] [26] غرقت في 30 يوليو 1942 في خليج المكسيك.
في عام 2001، تم العثور على حطام U-166 في 5000 قدم (1500 م) من الماء، على بعد أقل من ميلين (3.2 كم) من المكان الذي هاجم فيه روبرت إي لي. أدى مسح أثري لقاع البحر قبل إنشاء خط أنابيب للغاز الطبيعي إلى اكتشافات علماء الآثار البحرية في سي أند سي روبرت أ. تشيرش ودانييل جيه وارين. تتكون اتصالات السونار من قسمين كبيرين يمتد على مسافة 500 قدم (150 مترًا) على طرفي حقل الحطام الذي يشير إلى وجود زورق يو.

## الجغرافيا

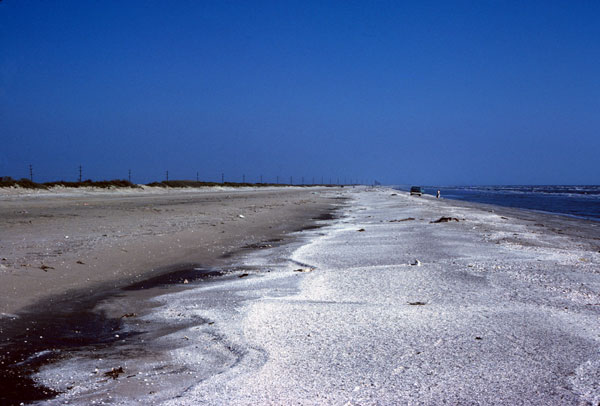
شاطئ الخليج بالقرب من سابين باس

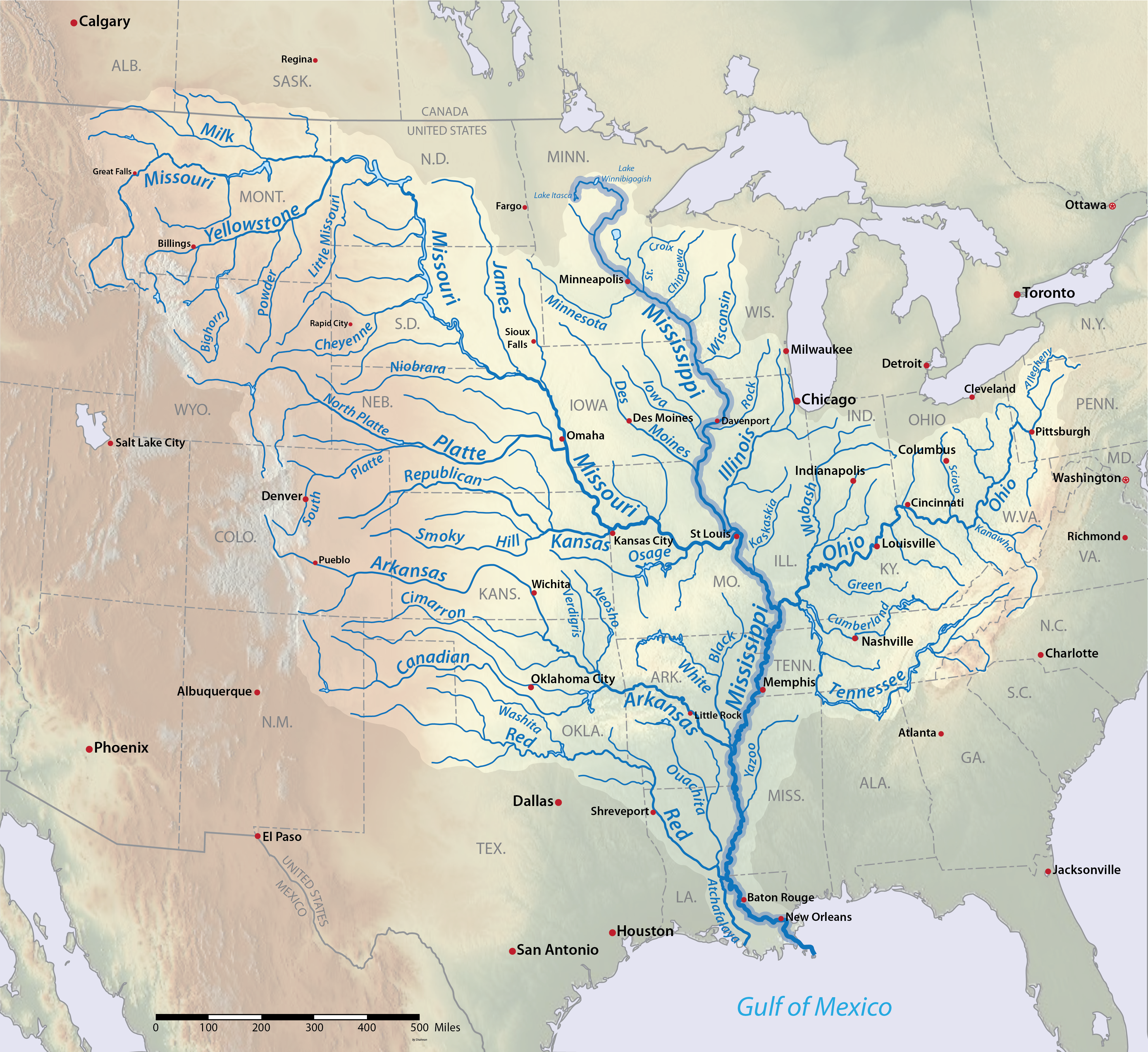
مستجمعات المياه في نهر المسسبي هو أكبر حوض تصريف لمستجمعات المياه في خليج المكسيك.

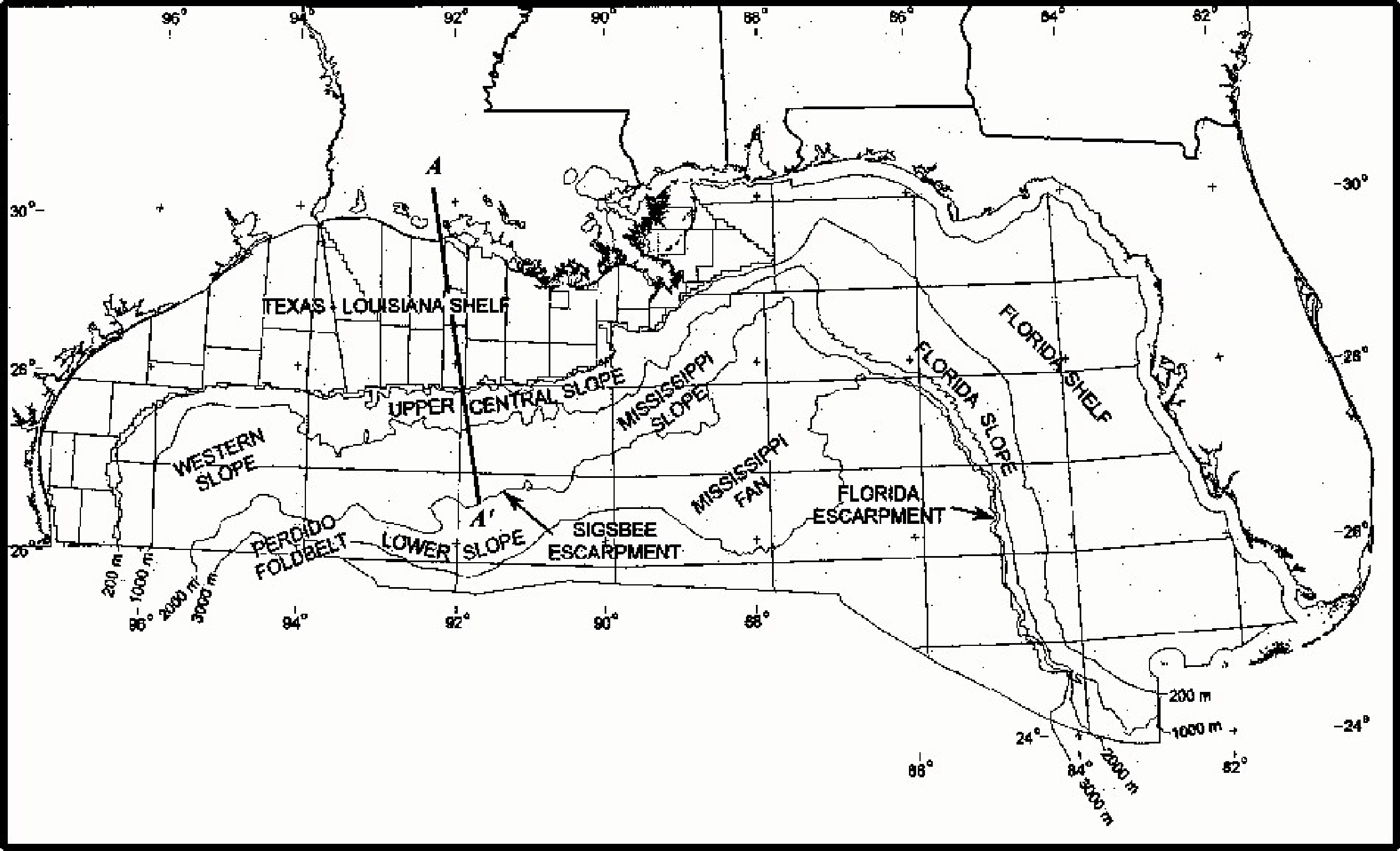
خريطة الجزء الشمالي من خليج المكسيك

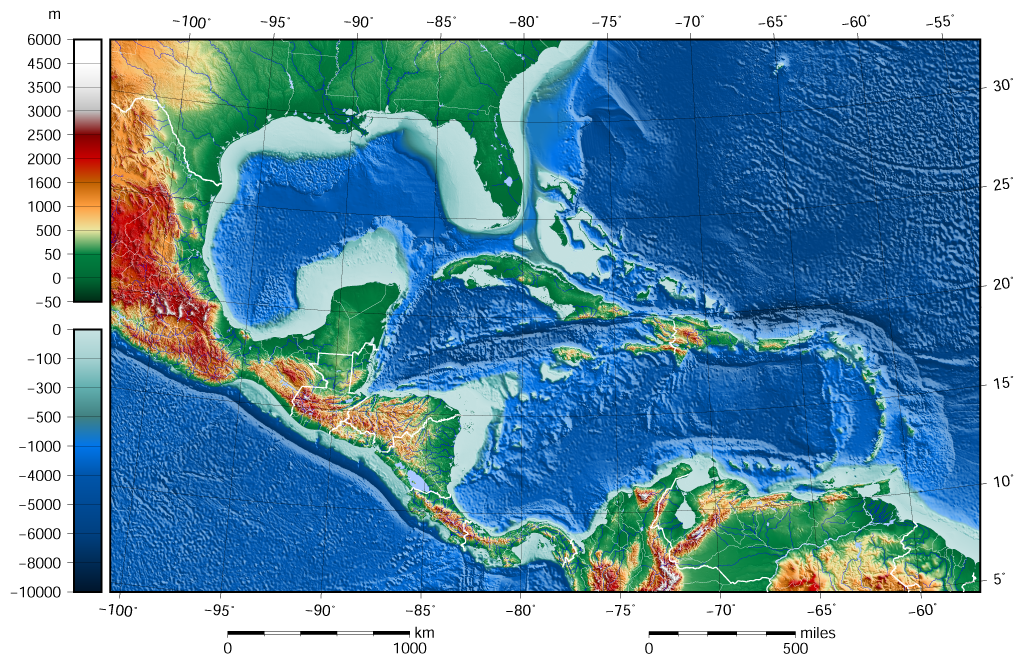
خريطة التضاريس لخليج المكسيك ومنطقة البحر الكاريبي.

تقع الشواطئ الشرقية والشمالية والشمالية الغربية لخليج المكسيك على طول ولايات فلوريدا وألاباما وميسيسيبي ولويزيانا وتكساس. يمتد الجزء الأمريكي من ساحل الخليج على مساحة 1,680 ميل (2,700 كـم), تستقبل المياه من 33 نهراً رئيسياً يصرف من 31 ولاية. تقع الشواطئ الجنوبية الغربية والجنوبية للخليج على طول الولايات المكسيكية من تاماوليباس، فيراكروز، تاباسكو، كامبيتشي، يوكاتان، والطرف الشمالي من كينتانا رو. يمتد الجزء المكسيكي من ساحل الخليج على مساحة 1743 ميلاً (2805 كم). في ربعها الجنوبي الشرقي تحد الخليج كوبا. وهي تدعم صناعات الصيد الأمريكية والمكسيكية والكوبية. تتلقى الحواف الخارجية للأرفف القارية العريضة في يوكاتان وفلوريدا مياهًا أكثر برودة وغنية بالمغذيات من الأعماق من خلال عملية تعرف باسم التدفق العلوي، والتي تحفز نمو العوالق في المنطقة المضاءة.  هذا يجذب الأسماك والروبيان والحبار.  كما يوفر تصريف الأنهار وتداعيات الغلاف الجوي من المدن الساحلية الصناعية المغذيات للمنطقة الساحلية.
تيار الخليج، وهو تيار دافئ من المحيط الأطلسي وواحد من أقوى التيارات المحيطية المعروفة، ينشأ في الخليج، كاستمرار لـ تيار الكاريبي - تيار يوكاتان - تيار حلقي. تشمل ميزات الدوران الأخرى، الدوامة المحيطية المضادة التي تلقي بالتيار الحلقي وتتجه غربًا حيث تتبدد في النهاية، ودوران إعصاري دائم في خليج كامبيتشي. يشكل خليج كامبيتشي في المكسيك ذراعًا رئيسيًا لخليج المكسيك. بالإضافة إلى ذلك، فإن ساحل الخليج محاط بالعديد من الخلجان والمداخل الصغيرة. يصب عدد من الأنهار في الخليج، أبرزها نهر المسسبي وريو غراندي في شمال الخليج، ونهر جريخالفا ونهر أوسوماسينتا في جنوب الخليج. الأرض التي تشكل ساحل الخليج، بما في ذلك العديد من الجزر الطويلة والضيقة الحاجزة، منخفضة بشكل موحد تقريبًا وتتميز بالأهوار والمستنقعات وكذلك امتدادات من الشواطئ الرملية.
خليج المكسيك هو مثال ممتاز على الهامش السلبي.الجرف القاري واسع جدًا في معظم النقاط على طول الساحل، وعلى الأخص في فلوريدا وشبه جزيرة يوكاتان. يُستغل الجرف في النفط عن طريق منصات الحفر البحرية، والتي يقع معظمها في الخليج الغربي وفي خليج كامبيتشي. نشاط تجاري مهم آخر هو الصيد. تشمل المصيدات الرئيسية النهاش الأحمر الشمالي و السريولا وسمك التلفيش وسمكة السيف ومختلف الهامور وكذلك الجمبري والسرطان، والمحار يتم حصادها أيضًا على نطاق واسع من العديد من الخلجان والمضايق. تشمل الصناعات المهمة الأخرى على طول الساحل: الشحن ومعالجة البتروكيماويات والتخزين والاستخدام العسكري وتصنيع الورق والسياحة.
يمكن أن تغذي درجة حرارة المياه الدافئة في الخليج أعاصير المحيط الأطلسي القوية التي تسبب موتًا كبيرًا للبشر ودمارًا آخر كما حدث مع إعصار كاترينا في عام 2005. في المحيط الأطلسي، سوف يسحب الإعصار الماء البارد من الأعماق ويقلل من احتمال حدوث المزيد من الأعاصير في  أعقابها (الماء الدافئ هو أحد الشروط المسبقة اللازمة لتكوينها).  ومع ذلك، فإن مياه الخليج ضحلة.  عندما يمر إعصار فوق الماء، قد تنخفض درجة حرارة الماء ولكنه سرعان ما يرتد ويصبح قادرًا على دعم عاصفة استوائية أخرى.
يعتبر الخليج زلزاليا.  ومع ذلك، فقد تم تسجيل هزات خفيفة عبر التاريخ (عادة 5.0 أو أقل على مقياس ريختر).  قد تحدث الزلازل بسبب التفاعلات بين تحميل الرواسب على قاع البحر والتكيف بواسطة القشرة.

### زلزال 2006
في 10 سبتمبر 2006، أفادت المركز القومي لمعلومات الزلازل الوطنية للمسح الجيولوجي بالولايات المتحدة أن زلزال قوته 6.0 درجة وقعت على بعد حوالي 250 ميل (400 كـم) بين الغرب والجنوب الغربي من آنا ماريا، حوالي الساعة 10:56 صباحًا بتوقيت شرق الولايات المتحدة. وبحسب ما ورد شعر الناس بالزلزال من لويزيانا إلى فلوريدا في جنوب شرق الولايات المتحدة. ولم ترد انباء عن وقوع اضرار أو اصابات. وقعت أشياء من الرفوف ولوحظ تراوح المنسوب في حمامات السباحة في أجزاء من فلوريدا. وصفت هيئة المسح الجيولوجي الأمريكية الزلزال بأنه زلزال داخلي، وهو الأكبر والأكثر انتشارًا الذي تم تسجيله في العقود الثلاثة الماضية في المنطقة. وفقًا لعدد 11 سبتمبر 2006 من The Tampa Tribune، شعرت بهزات الزلزال آخر مرة في فلوريدا في عام 1952، وسجلت في كوينسي، 20 ميل (32 كـم) شمال غرب تالاهاسي.

### اتفاقيات ترسيم الحدود البحرية
كوبا والمكسيك: تبادل الملاحظات التي تشكل اتفاقية بشأن ترسيم الحدود للمنطقة الاقتصادية الخالصة للمكسيك في القطاع المجاور للمناطق البحرية الكوبية (مع الخريطة)، بتاريخ 26 يوليو 1976.
كوبا والولايات المتحدة: اتفاق الحدود البحرية بين الولايات المتحدة الأمريكية وجمهورية كوبا، بتاريخ 16 ديسمبر / كانون الأول 1977.
المكسيك والولايات المتحدة: معاهدة حل الخلافات الحدودية العالقة والحفاظ على نهر ريو غراندي وكولورادو كحدود دولية، بتاريخ 23 نوفمبر 1970 ؛ معاهدة الحدود البحرية بين الولايات المتحدة الأمريكية والولايات المكسيكية المتحدة (البحر الكاريبي والمحيط الهادئ)، المؤرخة 4 مايو 1978، والمعاهدة بين حكومة الولايات المتحدة الأمريكية وحكومة الولايات المكسيكية المتحدة بشأن تعيين حدود الجرف القاري في غرب خليج المكسيك وراء200 ميل بحري (370 كـم؛ 230 ميل), 9 يونيو 2000.
في 13 ديسمبر 2007، قدمت المكسيك معلومات إلى لجنة حدود الجرف القاري (CLCS) فيما يتعلق بتمديد الجرف القاري للمكسيك إلى ما بعد 200 ميل بحري. سعت المكسيك إلى تمديد جرفها القاري في المضلع الغربي بناءً على القانون الدولي واتفاقية الأمم المتحدة لقانون البحار والمعاهدات الثنائية مع الولايات المتحدة، وفقًا للتشريعات المحلية للمكسيك. في 13 مارس 2009، قبلت CLCS حجج المكسيك لتوسيع الجرف القاري حتى350 ميل بحري (650 كـم؛ 400 ميل) في المضلع الغربي. نظرًا لأن هذا من شأنه أن يوسع الجرف القاري للمكسيك إلى حد كبير داخل الأراضي التي تطالب بها الولايات المتحدة، فإن المكسيك والولايات المتحدة ستحتاجان إلى الدخول في اتفاقية ثنائية تستند إلى القانون الدولي الذي يحدد مطالبات كل منهما.
تم الإبلاغ عن جزيئات بلاستيكية دقيقة داخل البحار شبه المغلقة مثل الخليج بتركيزات عالية وقدرت أول دراسة خليجية من هذا القبيل تركيزات تنافس أعلى المستويات المسجلة عالميًا.
هناك 27000 بئر نفط وغاز مهجورة تحت الخليج. لم يتم التحقق من هذه المشكلات البيئية المحتملة بشكل عام.

## الكائنات الحية
تشمل الكائنات الحية المختلفة التمثيل الكيميائي والمجتمعات القريبة من مسرب بارد والمجتمعات غير المصنعة كيميائيًا مثل البكتيريا وغيرها من الكائنات الدقيقة قاعيات، كائنات القاع، وحيش مجهري، والحيوانات الضخمة (الكائنات الحية الأكبر مثل السلطعون وأقلام البحر وزنبق البحر وأسماك قاعية والحيتانيات بما في ذلك الكائنات المهددة بالانقراض) يعيشون في خليج المكسيك. في الآونة الأخيرة، تم تصنيف سكان حوت بريدي داخل الخليج على أنهم سلالات متوطنة وفريدة من نوعها، مما يجعلها واحدة من أكثر الحيتان المهددة بالانقراض في العالم. ينتج خليج المكسيك من الأسماك والجمبري والمحار سنويًا أكثر من جنوب ووسط المحيط الأطلسي، وتشيزبيك ومناطق نيو إنجلاند مجتمعين.
من المتوقع أن توفر مؤسسة سميثسونيان الموجودات في خليج المكسيك أساسًا هامًا لفهم الدراسات العلمية المستقبلية حول تأثير التسرب النفطي في ديب ووتر هورايزون. في شهادة أمام الكونجرس، يقدم الدكتور جوناثان كودينجتون، المدير المساعد للأبحاث والمجموعات في المتحف الوطني للتاريخ الطبيعي التابع لمؤسسة سميثسونيان، نظرة عامة مفصلة عن مجموعات الخليج ومصادرها التي أتاحها موظفو المتحف على خريطة على الإنترنت. تم جمع العينات لسنوات من قبل خدمة إدارة المعادن السابقة (أعيدت تسميته مكتب إدارة وتنظيم وإنفاذ طاقة المحيطات) للمساعدة في التنبؤ بالآثار المحتملة لاستكشافات النفط / الغاز في المستقبل. منذ عام 1979، تم إيداع العينات في المجموعات الوطنية للمتحف الوطني للتاريخ الطبيعي.

## التلوث

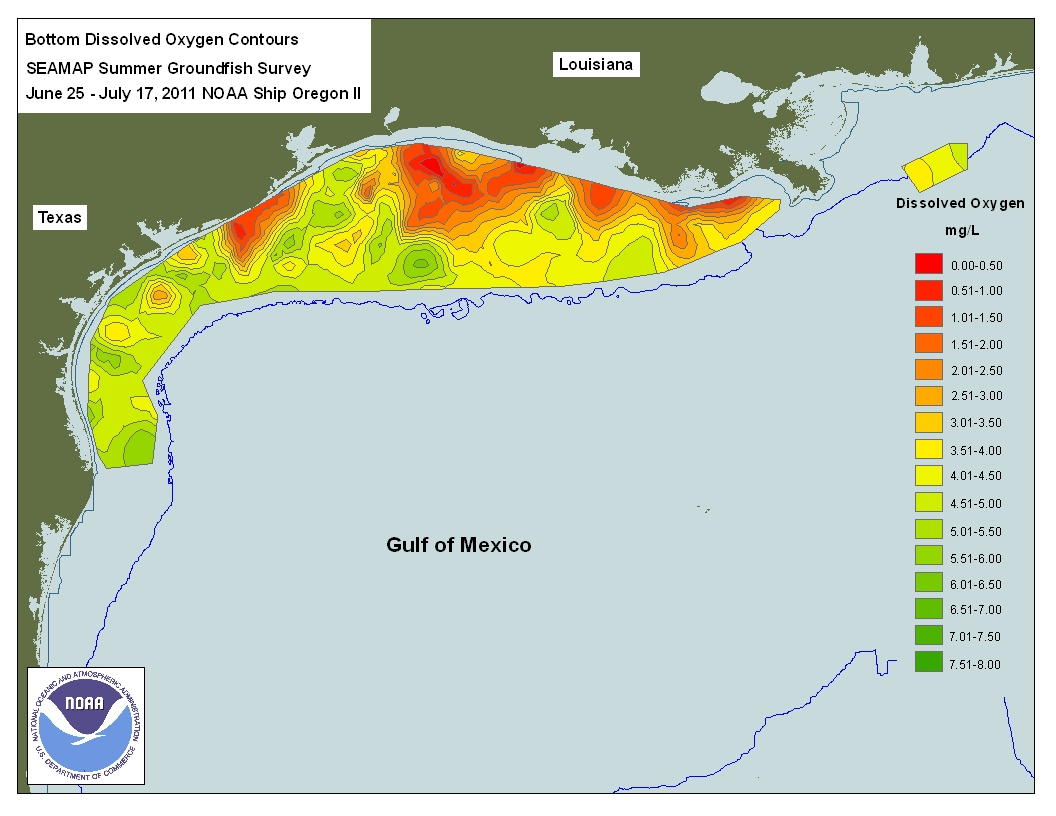
المناطق الميتة في خليج المكسيك

التهديدات البيئية الرئيسية للخليج هي الجريان السطحي الزراعي والتنقيب عن النفط.
تتكاثر الطحالب بشكل متكرر انتشار الطحالب التي تقتل الأسماك والثدييات البحرية وتسبب مشاكل في الجهاز التنفسي للإنسان وبعض الحيوانات الأليفة عندما تصل الإزهار إلى الشاطئ. كان هذا يعانى منه بشكل خاص من جنوب غرب وجنوب ساحل فلوريدا، من فلوريدا كيز إلى شمال مقاطعة باسكو.
في عام 1973، حظرت وكالة حماية البيئة الأمريكية إلقاء النفايات الكيميائية غير المخففة من خلال مصالح التصنيع في الخليج واعترف الجيش بسلوك مماثل في المياه قبالة جزيرة هورن.
يحتوي الخليج على نقص الأكسجين ومنطقة ميتة تمتد من الشرق إلى الغرب على طول ساحل تكساس ولويزيانا. في يوليو 2008، أفاد الباحثون أنه بين عامي 1985 و 2008، تضاعف حجم المنطقة تقريبًا وتمتد الآن من قرب غلوسطن، إلى بالقرب من البندقية (لويزيانا). كانت 8,776 ميل مربع (22,730 كـم2) فب عام 2017، أكبر عدد تم تسجيله على الإطلاق. أدت الممارسات الزراعية السيئة في الجزء الشمالي من خليج المكسيك إلى زيادة هائلة في النيتروجين والفوسفور في النظم البيئية البحرية المجاورة، مما أدى إلى تكاثر الطحالب وعدم توفر الأكسجين. نتيجة لذلك، لوحظ حدوث تذكير وقمع هرمون الاستروجين. وجدت دراسة أجريت في أكتوبر 2007 عن شماهي أطلسي أن نسبة الجنس غير متناسبة من 61% من الذكور إلى 39% من الإناث في مواقع الخليج التي تعاني من نقص الأكسجين. تمت مقارنة ذلك بنسبة 52% إلى 48% بين الذكور والإناث الموجودة في المواقع المرجعية، مما يُظهر ضعف الإنتاج التناسلي لمجموعات الأسماك التي تعيش في المناطق الساحلية التي تعاني من نقص الأكسجين.

### انفجار Ixtoc وانسكاب النفط
في يونيو 1979، عانت Ixtoc I منصة النفط في خليج كامبيتشي من انفجار مما أدى إلى انفجار كارثي، مما أدى إلى انسكاب نفطي هائل استمر لمدة تسعة أشهر قبل أن يتم سد البئر في النهاية. تم تصنيف هذا كأكبر تسرب نفطي في خليج المكسيك حتى التسرب النفطي ديب ووتر هورايزون في عام 2010.

### انفجار وانسكاب نفطيديب واتر هورايزن

محاولة إطفاء النيران

في 20 أبريل 2010، تعرضت منصة النفط «ديب واتر هورايزن» الواقعة في ميسيسيبي كانيون على بعد 40 ميل (64 كـم) قبالة ساحل لويزيانا، لانفجار كارثي ؛ غرقت بعد يوم ونصف. كانت في طور الإغلاق بالإسمنت من أجل التخلي المؤقت، لتجنب المشاكل البيئية على الرغم من أن التقارير الأولية أشارت إلى تسرب القليل نسبيًا من النفط، إلا أنه بحلول 24 أبريل، زعمت شركة BP أن ما يقرب من 1,000 برميل (160 م3) من النفط يوميًا يتم تصديره من رأس البئر، حوالي 1 ميل (1.6 كـم) تحت سطح قاع المحيط. في 29 أبريل، كشفت الحكومة الأمريكية عن ذلك تقريبًا5,000 برميل (790 م3) لكل يوم، خمسة أضعاف التقدير الأصلي، كانت تتدفق في الخليج من فوهة البئر. توسعت بقعة الزيت الناتجة بسرعة ليغطي مئات الأميال المربعة من سطح المحيط، مما يشكل تهديدًا خطيرًا على الأحياء البحرية والمجاورة الأراضي الرطبة الساحلية ولسبل عيش الجمبري والصيادين في ساحل الخليج. صرحت الأدميرال في خفر السواحل سالي بريس أوهير أن حكومة الولايات المتحدة سوف «تستخدم حواجز التطويق والكاشطات والمواد الكيميائية المشتتة والحروق الخاضعة للرقابة» لمكافحة تسرب النفط. بحلول 1 مايو 2010، كانت جهود تنظيف الانسكاب النفطي جارية، ولكن أعاقتها البحار الهائجة وتماسك الزيت «الشبيه بالشاي». تم استئناف عمليات التنظيف بعد أن أصبحت الظروف مواتية. في 27 مايو 2010، قامت هيئة المساحة الجيولوجية الأمريكية بمراجعة تقدير التسرب من 5,000 برميل لكل يوم (790 م3/ي) إلى 12000-19,000 برميل لكل يوم (3,000 م3/ي) زيادة عن التقديرات السابقة في 15 يوليو 2010، أعلنت شركة بريتيش بتروليوم أن التسريب توقف لأول مرة منذ 88 يومًا.
في يوليو 2015، توصلت شركة بريتيش بتروليوم إلى تسوية بقيمة 18.7 مليار دولار مع حكومة الولايات المتحدة وولايات ألاباما وفلوريدا ولويزيانا وميسيسيبي وتكساس، بالإضافة إلى 400 سلطة محلية. حتى الآن، بلغت تكلفة شركة بريتيش بتروليوم للتنظيف والأضرار البيئية والاقتصادية والعقوبات 54 مليار دولار.

### انسكابات النفط الطفيفة
وفقًا لـمركز الاستجابة الوطني، تتعرض صناعة النفط لآلاف الحوادث الصغيرة في خليج المكسيك كل عام.

#### تسرب نفطبروتوس
في 12 مايو 2016، أطلق إطلاق النفط من البنية التحتية تحت سطح البحر على منصة النفط «بروتوس» التابعة لشركة شل 2100 برميل من النفط. تسبب هذا التسرب في ظهور بقعة نفط مرئية 2 by 13 ميل (3.2 by 20.9 كـم) في البحر بالقرب من 97 ميل (156 كـم) جنوب بورت فورشون، لويزيانا، وفقًا لـمكتب الولايات المتحدة للسلامة وإنقاذ والبيئة.

## التسمية
بين عامي 1999 و2012، تلقى رئيس مجلس الولايات المتحدة للأسماء الجغرافية، جون ر. هيبرت، مقترحات متكررة من فرد واحد لإعادة تسمية الخليج إلى خليج أمريكا. كما تم استخدام هذا الاسم بشكل ساخر، بما في ذلك من قبل الممثل الكوميدي ستيفن كولبير في عام 2010، وكذلك في مشروع قانون ساخر عام 2012 من قبل المشرع من ولاية ميسيسيبي ستيف هولاند.
في يناير 2025، وقع الرئيس الأمريكي دونالد ترامب أمرًا تنفيذيًا يوجه القائم بأعمال وزير الداخلية المعين حديثًا بتبني اسم "خليج أمريكا"، وتحديد منطقة من الجرف القاري الأمريكي "تمتد إلى الحدود البحرية مع المكسيك وكوبا". أكدت وزارة الداخلية اسم خليج أمريكا ساري المفعول للوكالات الفيدرالية الأمريكية في 24 يناير، على الرغم من أن التغيير لا ينطبق في سياق دولي. صرحت المملكة المتحدة بأنها لن تعترف بتغيير الاسم فوق الجرف القاري للولايات المتحدة ما لم يصبح الاسم السائد في الاستخدام الشائع. في الولايات المتحدة، أعلنت جوجل أن خرائط جوجل ستعرض خليج أمريكا بعد أن تقوم الحكومة الأمريكية بتحديث خرائطها الرسمية.